# Scheibengatt
Das Scheibengatt ist ein Begriff aus der Segelschifffahrt. Es handelt sich dabei um einen stabilen Holzrahmen, der zur Aufnahme einer oder zweier rundgekehlter Holzscheiben dient, die als Umlenkrollen diverser Taue des laufenden Gutes eingesetzt werden.
Scheibengatts befinden sich in der Bordwand, in den Betingpfosten und in den Knechten. Bei den Scheibengatts in den Bordwänden handelt es sich tatsächlich um einen Holzrahmen, der in der Bordwand verankert wird. Sie beinhalten jeweils eine Scheibe über die die Schoten bzw. die Halsen laufen. Heute kommt das Scheibengatt mit zwei Scheiben nicht mehr zum Einsatz. In ihm lief über die breitere Rolle die Fockschot und über die schmalere die Schot der Blinde. Durch die Scheibengatts in den Betingpfosten (unterschiedlich mit einer oder zwei Scheiben) werden verschiedene Taue geführt. Die Knechte sind innerbords mit der Bordwand verbolzt und reichen vielfach noch in das darunter liegende Deck. Sie dienen zur Aufnahme der Marsfallen und Toppnanten.

## Quelle
Klaus Schrage: Rundhölzer, Tauwerk & Segel Koehlerverlag Herford 1989, ISBN 3-7822-0451-4